# 日本アスファルト乳剤協会
一般社団法人日本アスファルト乳剤協会（にほんアスファルトにゅうざいきょうかい、Japan Emulsified Asphalt Association、JEAA）は、アスファルト乳剤の品質の標準化技術の調査・研究などを行う、日本の社団法人。
業務・技術・編集の3委員会があり、機関誌「あすふぁるとにゅうざい」を年4回発行する。本部は、東京都中央区京橋2-11-5パインセントラルビル4Fにある。
1947年に任意団体として設立され、1980年に社団法人となった。2010年に内閣府の答申により、一般社団法人に移行した。